# Laguna de Marano
La laguna Marano (en italiano: laguna di Marano) es una laguna de Italia ubicada en la provincia de Udine que se extiende entre la boca del Tagliamento y la boca de Porto Buso, que la divide de la adyacente laguna de Grado. Se encuentra, junto con esta última, en la parte más septentrional del Alto Adriatico en los municipios de  Marano Lagunare, Lignano Sabbiadoro y Latisana.

## Origen del nombre
El nombre es probablemente de origen latino. De hecho, parece que deriva de la familia de origen romano a la que pertenecía el área, Praedium mariani  (es decir, una granja, posesión de Mario), que se convirtió en Mariano a principios de la Edad Media. Con esta denominación se conoció hasta alrededor del siglo XIII. Posteriormente, con la pérdida de la i , se obtuvo Marano, un topónimo que se ha mantenido sin cambios hasta nuestros días. Sin embargo, la presencia de una laguna (salada) no excluye otras etimologías de origen prelatino, a través de las raíces de  mara y maru  que indican expresamente lugares estancados de aguas salobres.

## Geografía

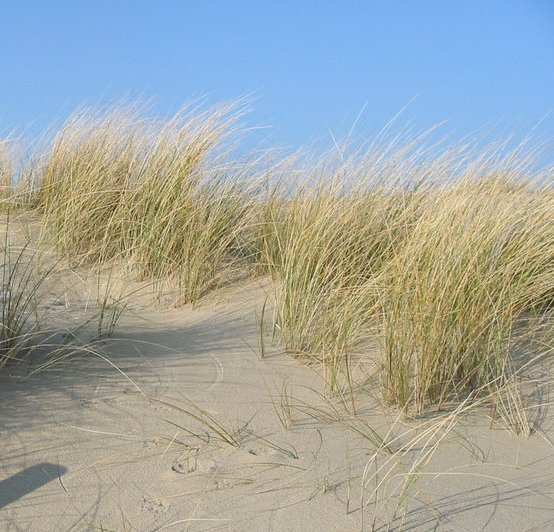
La ammophila arenaria, especie vegetal extendida en la laguna

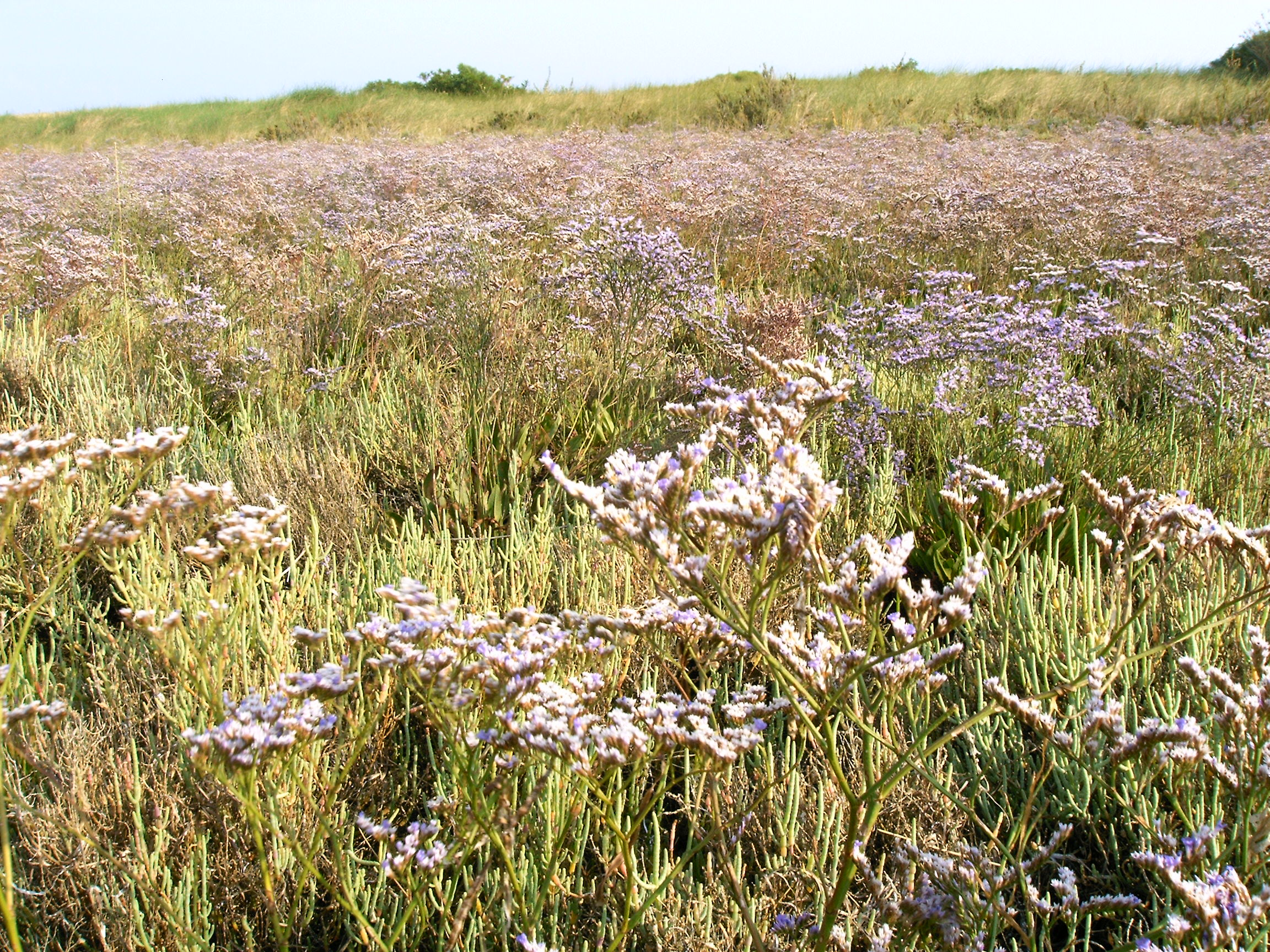
El fiuri de tapo, extendida en los bancos de arena de la laguna Marano

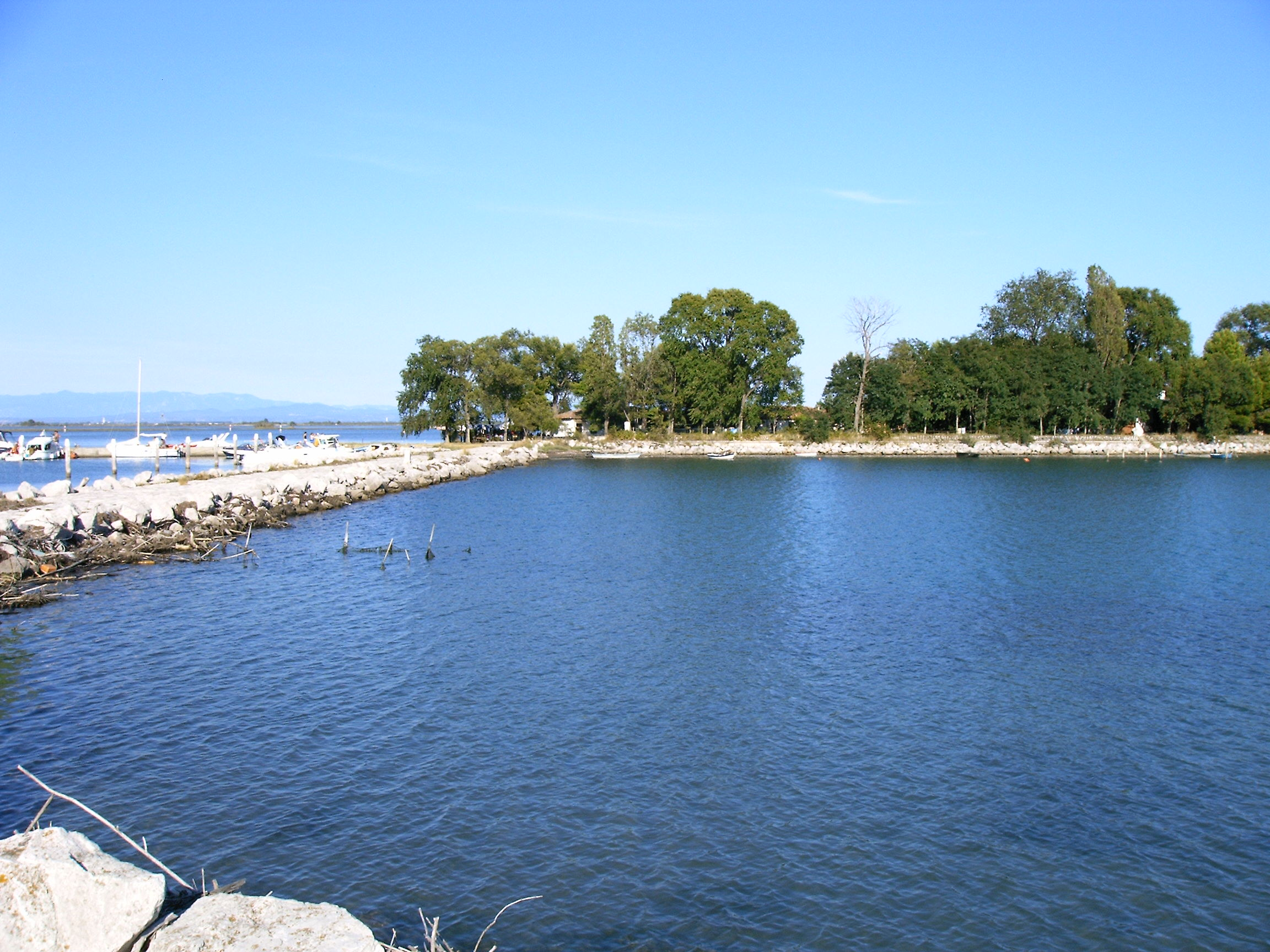
Porto Buso separa la laguna de Marano de la de Grado

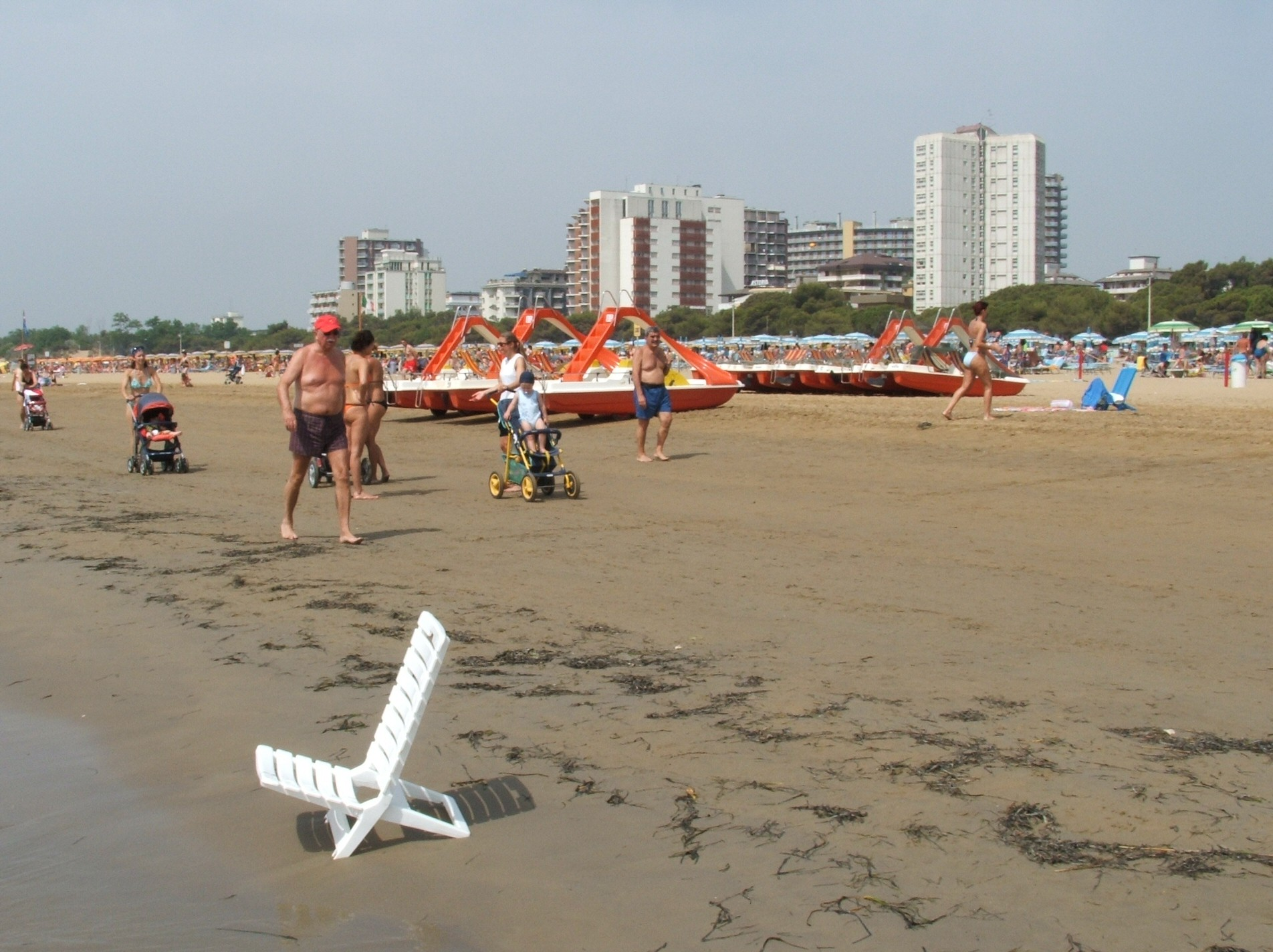
Lignano Sabbiadoro, situada en una península entre la laguna y el mar

Se compone de tres cuencas, la de Lignano (51,06 km²), la de S. Andrea (22,21 km²) y la de Buso (unos 20 km², la mitad de los cuales pertenecen a la laguna de Grado). A estas cuencas corresponden tantas bocas lagunares (o porti), conocidas por el mismo nombre, que las unen al mar. La laguna es alimentada por tres ríos principales, el Stella (47 km), el Corno (25 km), e l'Ausa (22 km) y otros secundarios, incluidos el  Zellina y e Cormor.
Las partes planas, generalmente cubiertas de limo y colocadas al ras con agua, se conocen como velme, mientras que las áreas emergidas se definen como marismas. Estas últimas también pueden inundarse a veces con la marea alta, que en algunos casos incluso puede alcanzar un metro de altura.

### Clima
El clima es de tipo submediterraneo húmedo, con temperaturas medias anuales de alrededor de 13,5 °C. La temperatura promedio del mes más frío, enero, es de alrededor de 1,5 °C, mientras que la del mes más caluroso, julio, es del orden de 30−35 °C. Las  precipitaciones se concentran principalmente en otoño (octubre-noviembre) y, en menor medida, en primavera (mayo) y es de alrededor de 1000 mm/año. Durante el invierno, también pueden ocurrir ocasionalmente nevadas.

## Ambiente

### Flora y fauna
La flora presenta una vegetación salobre, frecuente en velme (juncos pero también plantas halófitas), y semisalobre, presente en bancos de arena (limonio pero también juncos). Más bien extensas, en áreas arenosas, son las poblaciones de agropiro junquiforme y especies ammofílicas (incluida la ammofila arenaria). También hay una planta ahora casi extinta en otras áreas de Italia y Europa, el apocino veneciano (Apocynum venetum); sin embargo, el pino marítimo está muy extendido en las zonas continentales.
La fauna de peces y aves es muy rica. Las aguas de la laguna son particularmente pesqueras y presentan una amplia gama de especies, como salmonetes, soplos, corvina, anguilas, solla, latterini, también apreciados como la lubina o el famoso oratine de Marano, de moluscos. y crustáceos.
La laguna de Marano representa la primera gran área marítima o premarítima para las aves migratorias de Europa central y septentrional. Por lo tanto, está poblada por una gran cantidad de aves que pertenecen a las especies más diversas, desde las más comunes (gansos, gaviotas, tórtolas, lechuzas, búhos, palomas, cucos, urracas, zorzales, cisnes reales, garzas) hasta los más raros (halcones de pantano) y charranes en particular). Gracias a su riqueza ornitológica, la laguna fue declarada, en 1979, área protegida de valor internacional.

### Reservas naturales
La región autónoma de Friuli-Venecia Julia, a través de la ley regional n.º 42/96, estableció dos reservas naturales en la laguna de Marano. La primera es la de las «Foci del fiume Stella» (bocas del río Stella) e incluye todo el delta del río del mismo nombre, mientras que la otra consiste en el «Valle Canal Novo» e incluye un valle de pesca de aproximadamente treinta y cinco hectáreas con algunas tierras circundantes. Esta última está protegida de las mareas por algunos bancos creados específicamente para este propósito. La gestión de ambas reservas ha sido encomendada a la Comuna de Marano Lagunare.

## Centros habitados
Dos centros principales dan a las aguas de la laguna, Lignano Sabbiadoro y Marano Lagunare, ambas sedes de los municipios respectivos, y otro de menor consistencia demográfica, como Aprilia Marittima (fracción de Latisana), pero importante para la economía del territorio:
- Lignano Sabbiadoro, ubicado en una península entre la laguna de Marano y el Adriático, es hoy elprincipal centro turístico costero de la región de Friuli-Venecia Julia junto con Grado. Su desarrollo demográfico es relativamente reciente (comenzó alrededor de 1950), aunque las primeras instalaciones de alojamiento (un hotel y una casa de baños) surgieron desde la primera década del siglo XX.
- Marano Lagunare, antiquisimo centro conocido desde principios de la Edad Media, es un puerto pesquero activo. La belleza del contexto ambiental y la creación de dos reservas naturales en las inmediaciones de la ciudad han dado lugar a un flujo turístico en constante crecimiento en los últimos años.
- Aprilia Marittima, localidad perteneciente a la Comuna de Latisana, y sede uno de los puertos turísticos más importantes del Adriático y un popular balneario en los meses de verano.